# Foiano di Val Fortore
Foiano di Val Fortore é uma comuna italiana da região da Campania, província de Benevento, com cerca de 1.549 habitantes. Estende-se por uma área de 40 km², tendo uma densidade populacional de 39 hab/km². Faz fronteira com Baselice, Molinara, Montefalcone di Val Fortore, Roseto Valfortore (FG), San Bartolomeo in Galdo, San Giorgio La Molara, San Marco dei Cavoti.

## Demografia
| Variação demográfica do município entre 1861 e 2011                               |
|                                                                                   |
| Fonte: Istituto Nazionale di Statistica (ISTAT) - Elaboração gráfica da Wikipedia |